# Джексон, Сэмюэл Лерой
Сэ́мюэл Леро́й Дже́ксон (англ. Samuel Leroy Jackson; род. 21 декабря 1948, Вашингтон, США) — американский актёр кино и телевидения, продюсер. В 1991 году получил признание критиков за свою роль в фильме «Тропическая лихорадка», а после появился в таких фильмах, как «Славные парни», «Игры патриотов» и «Парк юрского периода». В 1994 году снялся в фильме «Криминальное чтиво», что вывело его на уровень суперзвёзд и принесло несколько наград. С тех пор Джексон снялся более чем в 100 фильмах и завоевал множество наград на протяжении всей своей карьеры. Фильмы с его участием собрали более 14 миллиардов долларов в прокате, что делает его самым кассовым киноактёром всех времён.
Известен по многолетнему сотрудничеству с режиссёром Квентином Тарантино, у которого Джексон снялся в целом ряде фильмов — «Криминальное чтиво», «Джеки Браун», «Джанго освобождённый», «Омерзительная восьмёрка», «Убить Билла 2». Также сыграл Мейса Винду в серии фильмов «Звёздные войны», персонажа комиксов Ника Фьюри во множестве фильмов Кинематографической вселенной Marvel и озвучил офицера Фрэнка Тенпенни в игре Grand Theft Auto: San Andreas.

## Биография

### Ранние годы жизни
Сэмюэл Лерой Джексон родился 21 декабря 1948 года в Вашингтоне, США.
Он был единственным ребёнком, детство провёл в городе Чаттануга, штат Теннесси со своей матерью, Элизабет Джексон (в девичестве Монтгомери), которая работала на заводе, но она попала в психиатрическую клинику, и его воспитывали бабушка с дедушкой и другие члены многочисленного семейства.
Отец жил вдали от семьи в Канзас-Сити, штат Миссури, а затем умер от алкоголизма. Джексон встречался с отцом всего два раза в жизни. Джексон учился в нескольких сегрегационных школах и окончил Riverside High School в Чаттануге. Между третьим и двенадцатым классом он играл на валторне и трубе в школьном оркестре. После он поступил в частный мужской Morehouse College в Атланте на факультет архитектуры. С детства Сэмюэл боролся с заиканием. Он посещал врача колледжа, а также брал уроки учителя музыки. За старания Джексона перевели на факультет драмы. Там он создал театр «Just Us Theater», состоящий преимущественно из чернокожих актёров, и работал там до окончания колледжа в 1972 году.

### Участие в Движении за гражданские права
После убийства Мартина Лютера Кинга-младшего в 1968 году Джексон присутствовал на похоронах в Атланте в качестве одного из приставов. Затем прилетел в Мемфис, чтобы присоединиться к маршу протеста. В интервью журналу «Parade» Джексон признался: «Я был зол из-за убийства, но я не был шокирован. Я знал, что изменения неизбежны и могут быть различными — не сидячая забастовка, не мирное сосуществование».
В 1969 году Джексон и ряд других студентов удерживали членов правления Morehouse College на территории кампуса, требуя реформы учебного плана школы и управления. Они добились того, что совет решил поменять свою политику, но Джексон был обвинён и в конечном итоге осуждён за незаконное лишение свободы второй степени. Джексон не учился два года из-за его судимости и его действий (хотя он позже вернулся в колледж и стал бакалавром искусств по направлению «драма» в 1972).
Сэмюэл работал социальным работником в Лос-Анджелесе, пока не был исключён из колледжа. Джексон решил вернуться в Атланту, где он встретился со Стокли Кармайклом, Хьюбертом Рэп Брауном, а также другими членами братства Чёрная Сила. Он решил участвовать в вооружённой борьбе, но мать его отправила в Лос-Анджелес после предупреждения ФБР.

## Актёрская карьера

### 1970-е—1980-е
Джексон сменил специальность в колледже с архитектуры на драматическую после того, как появился в одной из версий пьесы «Трёхгрошовая опера». Он появился в нескольких телевизионных фильмах, его дебют состоялся в художественном blaxploitation фильме «Вместе навсегда» в 1972 году. После, в 1976-м, он решил переехать из Атланты в Нью-Йорк и следующие десять лет появлялся в театральных постановках таких пьес, как «The Piano Lesson» и «Two Trains Running», обе премьеры прошли в Yale Repertory Theater. Из-за проблем с алкоголем и наркотиками он лишается многих ролей и снимается в минимальных ролях в кино и на телевидении. После проблем с наркотиками у Джексона появился наставник в лице Моргана Фримена.
В 1981 году постановку «A Soldier’s Play», в которой участвовал Сэмюэл, заметил тогда ещё молодой и энергичный режиссёр Спайк Ли. Встреча Ли и Джексона положила начало длительному профессиональному сотрудничеству. В 1988 году карьера Джексона начинает выправляться. Тот же Спайк Ли постепенно вводит актёра в свои фильмы. Те роли не сделали Джексона известным, однако позволили ощутить себя в колее. Он снялся в фильмах «Школьное изумление» (1988) и «Делай как надо!» (1989). Также сыграл небольшую роль в фильме Мартина Скорсезе «Славные парни» в 1990 году.

### 1990-е
После завершения съёмок в этих фильмах Джексон подсел на кокаин, и его отправили в реабилитационную клинику в Нью-Йорке. После лечения он сыграл наркомана в фильме «Тропическая лихорадка», роль эта ему была очень знакома. Фильм стал настолько известным и настолько хорошо был принят критиками, что в 1991 на Каннском кинофестивале создали специальную премию «Мужская роль второго плана» для него. После этой работы он снялся в таких фильмах: комедии «Только бизнес», драмах «Сок», «Игры патриотов», а затем в двух других комедиях «Заряженное оружие» (его первая главная роль) и «Эмос и Эндрю». Джексон работал с режиссёром Стивеном Спилбергом, появившись в фильме «Парк юрского периода».
Его звёздный час наступил в 1994 году в фильме режиссёра Квентина Тарантино «Криминальное чтиво». За эту роль он был номинирован на премию «Оскар» за лучшую мужскую роль второго плана, также как и на «Золотой глобус», и выиграл премию BAFTA в номинации «Лучший актёр второго плана».
После нескольких провальных работ Джексон появился в двух кассовых фильмах «Время убивать» и «Крепкий орешек 3: Возмездие». За роль в фильме «Время убивать» Джексон был номинирован NAACP за «Лучшую мужскую роль второго плана в кино» и «Золотой глобус» в номинации «Лучший актёр второго плана».
В 1997 году он сыграл в трёх сильных фильмах. Сыграл роль учителя в «187». Получил вдвоём с Кейси Леммонс Independent Spirit award в номинации «Лучший дебютный фильм» за фильм «Пристанище Евы», где он также являлся исполнительным продюсером. Снова сотрудничая с режиссёром Квентином Тарантино, он получил на Берлинском кинофестивале «Серебряного медведя» за лучшую мужскую роль и четвёртую номинацию «Золотой глобус» за роль Орделла Робби в фильме «Джеки Браун». В 1998 году он работал с такими актёрами, как Шэрон Стоун и Дастин Хоффман в «Сфере» и Кевином Спейси в «Переговорщике». В 1999 году Джексон снялся в триллере «Глубокое синее море» и сыграл мастера-джедая Мейса Винду в саге Джорджа Лукаса «Звёздные войны. Эпизод I: Скрытая угроза».

### 2000-е

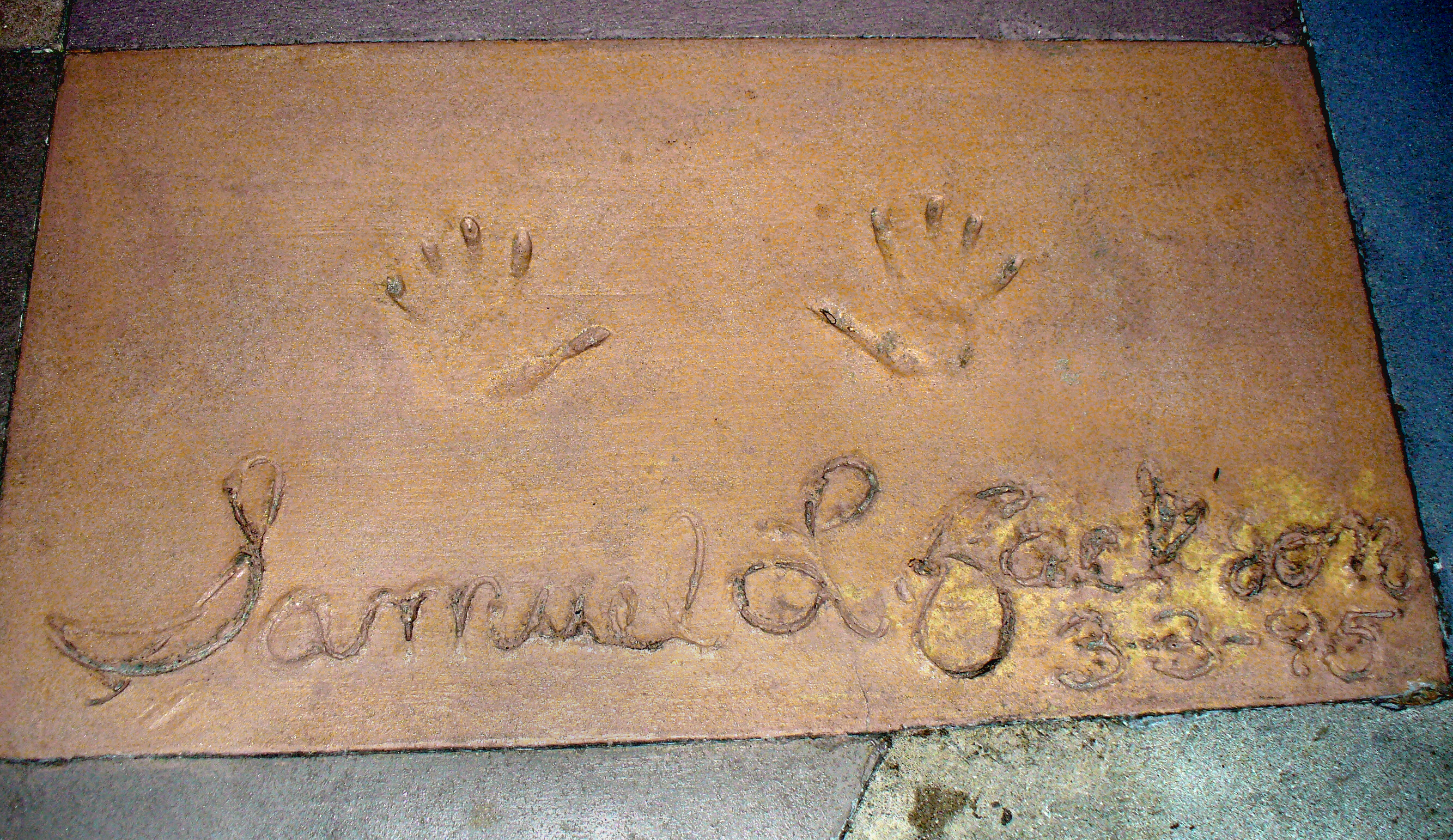
Отпечаток рук Джексона на Голливудском бульваре, возле кинотеатра Кодак

13 июня 2000 года Джексон был удостоен звезды на Голливудской «Аллее славы», которую можно найти на Голливуд-бульвар 7018.

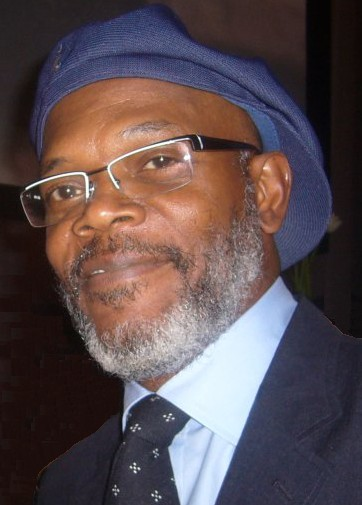
Сэмюэл Эл Джексон в Лос-Анджелесе (2006)

Новое десятилетие своей карьеры он начал с исполнения роли полковника морской пехоты в фильме «Правила боя», снимаясь вместе с Брюсом Уиллисом в третий раз в триллере «Неуязвимый», а также принял участие в съёмках ремейка фильма 1971 года — фильме «Шафт». Далее последовали продолжение «Звёздных войн» — «Звёздные войны. Эпизод II: Атака клонов», фильмы «Три икса», «Дом храбрых» и «S.W.A.T.: Спецназ города ангелов». Также актёр снимался в документальном кино. Кроме различных ролей в кино, он озвучивал и анимационные фильмы. 30 января 2006 года, Джексон был награждён призом Китайского театра Граумана, он был седьмым афроамериканцем из ста девяносто одного актёра, получивших такое признание.
В 2008—2010 годах Джексон снялся в фильмах «Мститель», «Добро пожаловать в Лэйквью», а также в драме «Мать и дитя».
Сэмюэл Джексон участвовал в озвучке игры GTA: San Andreas, в которой его голосом говорил продажный полицейский офицер Фрэнк Тенпенни.

### 2010-е
Особенная роль в фильме «Железный человек», где Джексон появился после титров, начала новый этап его карьеры в качестве героя комиксов Marvel Comics Ника Фьюри. Он подписал контракт на 9 фильмов с его героем и уже появился в этом образе в сиквеле «Железного человека» и фильмах 2011 года «Тор», «Первый мститель» и в фильме «Мстители» (2012). Помимо роли Ника Фьюри в «Кинематографической вселенной Marvel», Джексон был задействован в фильмах «Встреча со злом» и «Самаритянин».
В конце 2012 года на экраны США вышел спагетти-вестерн Квентина Тарантино «Джанго освобождённый», в котором Джексон исполнил роль дворецкого рабовладельца Кэлвина Кэнди. Аналитики отмечали, что у Тарантино Джексон сыграл одну из своих самых лучших ролей в карьере; высказывалось мнение, что организаторами кинонаград актёр был проигнорирован только из-за цвета кожи (как доказательство приводилось утверждение, что в Американской киноакадемии, к примеру, большая часть голосующих — белые мужчины старше 60 лет).
В начале 2016 года вышел очередной фильм Тарантино с Джексоном в одной из главных ролей — «Омерзительная восьмёрка».
В 2016 сыграл роль злодея мистера Берона в фильме Тима Бёртона «Дом странных детей мисс Перегрин». Вернулся в роли Ника Фьюри в фильмах: «Мстители: Война бесконечности», «Капитан Марвел», «Мстители: Финал» и «Человек-паук: Вдали от дома». Также, в 2019-м исполнил главную роль в фантастическом триллере М. Найта Шьямалана «Стекло».
В 2022 Сэмюэл Джексон озвучил кота Джимбо в анимационной экшн-комедии «Пёс-самурай и город кошек». Фильм вышел в российский прокат в конце июля.

## Личная жизнь
С 1980 года Джексон женат на актрисе Латане Ричардсон, с которой он встречался со времён учёбы в колледже. В 2009 году пара создала свою благотворительную организацию в поддержку образования. Живут в Лос-Анджелесе, штат Калифорния. Есть дочь, Зои, родившаяся в 1982 году. Она работает продюсером спортивного канала.
Сэмюэл Эл Джексон является болельщиком футбольного клуба «Ливерпуль» с тех пор, как сыграл в фильме «Формула 51», съёмки которого проходили в основном в Ливерпуле.

## Творчество
Помимо съёмок, Сэмюэл Джексон занимается и другими проектами. Так, в 2006 году он озвучил Бога в The Bible Experience, аудиоверсии Нового Завета, а также начитал пародийную книгу Go the Fuck to Sleep.

## Признание и награды
- 1991 — Приз Каннского кинофестиваля за лучшую мужскую роль второго плана (за «Тропическую лихорадку»)
- 1994 — Премия BAFTA за лучшую мужскую роль второго плана (за «Криминальное чтиво»)
- 1995 — Премия «Независимый дух» за лучшую мужскую роль (за «Криминальное чтиво»)
- 1995 — Номинация на премию «Оскар» за лучшую мужскую роль второго плана (за «Криминальное чтиво»)
- 1998 — Серебряный медведь за лучшую мужскую роль на Берлинском кинофестивале (за «Джеки Браун»)
- 1998 — Премия «Независимый дух» за лучший дебют (за продюсирование «Пристанища Евы»)
- 2000 — Именная звезда на «Голливудской Аллее славы» за вклад в киноиндустрию
- 2013 — Премия канала «MTV» за самый безумный эпизод (за «Джанго освобождённый»)
- 2021 — Премия «Оскар» за выдающиеся заслуги в кинематографе